# Саут Самтер (Јужна Каролина)
Саут Самтер (енгл. South Sumter) насељено је место без административног статуса у америчкој савезној држави Јужна Каролина.

## Демографија
По попису из 2010. године број становника је 2.411, што је 954 (-28,4%) становника мање него 2000. године.
| Група             | 2000.         | 2010.         |
| Белци             | 298 (8,9%)    | 202 (8,4%)    |
| Афроамериканци    | 3.026 (89,9%) | 2.146 (89,0%) |
| Азијати           | 0 (0,0%)      | 0 (0,0%)      |
| Хиспаноамериканци | 30 (0,9%)     | 54 (2,2%)     |
| Укупно            | 3.365         | 2.411         |